# Ritratto dell'infanta Margherita
Ritratto dell'infanta Margherita (o anche L'infanta Margherita a tre anni) è un dipinto a olio su tela (115x91 cm) realizzato nel 1655 da Diego Velázquez.
È conservato nel Fundación Casa de Alba di Madrid.